# Премия «Давид ди Донателло» лучшему продюсеру
Премия «Давид ди Донателло» лучшему продюсеру (итал. David di Donatello per il miglior produttore) — один из призов национальной итальянской кинопремии Давид ди Донателло.

## Победители и номинанты

### 1950-е
- 1956
  - Анджело Риццоли — Большие манёвры (ex aequo)
  - Марчелло Джирози — Хлеб, любовь и... (ex aequo)
  - Жак Бар и Николо Теодоли — Римские рассказы (ex aequo)
- 1957
  - Дино Де Лаурентис — Ночи Кабирии (ex aequo)
  - Эджидио Кампори, Пьеро Кокко, Ренато Гуалино — L’impero del sole (ex aequo)
- 1958
  - Марчелло Джирози и Милко Скофич — Анна из Бруклина (ex aequo)
  - Леонардо Бонци — La muraglia cinese (ex aequo)
- 1959
  - Дино Де Лаурентис — Буря (ex aequo)
  - Сильвио Клементелли и Гоффредо Ломбардо — Обнаженная маха (ex aequo)

### 1960-е
- 1960
  - Дино Де Лаурентис — Большая война (ex aequo)
  - Ален Пуаре, Морис Эргас — Генерал Делла Ровере (ex aequo)
- 1961
  - Гоффредо Ломбардо — Рокко и его братья (ex aequo)
  - Дино Де Лаурентис — Все по домам (ex aequo)
- 1962
  - Гуальтьеро Якопетти — Собачий мир (ex aequo)
  - Дино Де Лаурентис — Трудная жизнь (ex aequo)
- 1963
  - Гоффредо Ломбардо и Пьетро Нотарианни — Леопард (ex aequo)
  - Робер Сюссфельд, Вилли Пикардт — Меч и весы (ex aequo)
- 1964
  - Карло Понти — Вчера, сегодня, завтра (ex aequo)
  - Франко Кристальди и Луиджи Джакози — Соблазнённая и покинутая (ex aequo)
- 1965
  - Карло Понти и Джозеф Ливайн — Брак по-итальянски
- 1966
  - Анджело Риццоли — Прощай, Африка (ex aequo)
  - Дино Де Лаурентис, Луиджи Лураши — Библия (ex aequo)
  - Пьетро Джерми и Роберт Хаггиаг — Дамы и господа (ex aequo)
- 1967
  - Марио Чекки Гори — Тигр (ex aequo)
  - Ричард Макуортер и Элизабет Тейлор — Укрощение строптивой (ex aequo)
- 1968
  - Дино Де Лаурентис и Нино Крисман — Бандиты в Милане (ex aequo)
  - Луиджи Карпентьери и Эрманно Донати — Сова появляется днём (ex aequo)
- 1969
  - Фульвио Морселла и Бино Чиконья — Однажды на Диком Западе (ex aequo)
  - Джанни Хект Лукари и Фаусто Сарачени — Девушка с пистолетом (ex aequo)

### 1970-е
- 1978
  - Франко Коммиттери — Именем папы-короля

### 1980-е
- 1980
  - Роберт Надор, Ренцо Росселлини и Мишель Сейду — Дон Жуан (ex aequo)
  - Марио Чекки Гори — Бархатные ручки (ex aequo)
- 1981
  - Франко Коммиттери — Любовная страсть
- 1982
  - Антонио Авати и Джанни Минервини — Fuori stagione
- 1983
  - Джулиани Негри — Ночь Святого Лаврентия
- 1984
  - Антонио Авати и Джанни Минервини — Меня послал Пиконе
- 1985
  - Джулиани Негри — Хаос
- 1986
  - Джованни Ди Клементе, Андре Джауи и Бруно Ридольфи — Надеемся, что будет девочка
- 1987
  - Бернд Айхингер и Бернд Шаферс — Имя розы
- 1988
  - Джереми Томас, Джон Дэйли, Франко Джовале и Джойс Херлихи — Последний император
- 1989
  - Филиберто Бандини, Энрико Колетти, Паоло Лучиди — Дорогой Горбачёв

### 1990-е
- 1990
  - Витторио Чекки Гори, Джанни Минервини — Турне
- 1991
  - Клаудио Бонивенто — Парни с улицы
- 1992
  - Анджело Риццоли, Энцо Порчелли — Похититель детей
- 1993
  - Клаудио Бонивенто — Охрана
- 1994
  - Аурелио Де Лаурентис и Маурицио Амати — Ради любви, только ради любви
  - Нелла Банфи, Анджело Барбагалло и Нанни Моретти — Дорогой дневник
  - Джованни Ди Клементе и Николо Форте — Джованни Фальконе
- 1995
  - Пьетро Вальсекки, Luca Formenton, Элизабета Олми — Обычный герой
  - Анджело Курти, Андреа Оккипинти и Кермит Смит — Любовь утомляет
  - Эльда Ферри, Мишель Рэй-Гаврас, José Mazeda и Бруно Ридольфи — С согласия Перейры
  - Марко Поччони, Марко Вальсания, Стефано Больцони и Клаудио Грассетти — Без кожи
- 1996
  - Роберто Ди Джироламо и Пьетро Инноченци — Палермо-Милан: Билет в одну сторону
  - Нелла Банфи, Анджело Барбагалло и Нанни Моретти — Второй раз
  - Амедео Пагани, Тео Ангелопулос, Эрик Хойманн, Херберт Клойбер и Джорджо Сильваньи — Lo sguardo di Ulisse
- 1997
  - Лео Пескароло, Вера Бельмон и Гуидо Де Лаурентиис — Перемирие
  - Витторио Чекки Гори, Сэмюэл Хадида, Рита Русич, Антонио Тачча и Маурицио Тотти — Нирвана
  - Джованни Ди Клементе и Александр Методиев — Ягдташ
  - Лаурентина Гидотти, Валентина Гидотти и Франческо Раньери Мартинотти — Cresceranno i carciofi a Mimongo
  - Пьетро Вальсекки и Luca Formenton — Свидетель
- 1998
  - Джанлуиджи Браски, Эльда Ферри и Марио Котоне — Жизнь прекрасна
  - Донателла Палермо и Leos Kamsteeg — Тано до смерти
  - Марко Ризи и Маурицио Тедеско — Праздника не будет
- 1999
  - Лионелло Черри, Розанна Сереньи — Не от мира сего
  - Франко Коммиттери — Ужин
  - Доменико Прокаччи и Клаудио Майоли — Радио Фречча

### 2000-е
- 2000
  - Марко Бекис, Амедео Пагани, Даниэль Бурман, Диего Дубковский и Энрике Пиньейро — Гараж Олимпо
  - Витторио Чекки Гори и Марио Котоне — Закон противоположностей
  - Доменико Прокаччи и Джанлука Аркопинто — Но навсегда в моей памяти
- 2001
  - Доменико Прокаччи per Fandango в сотрудничестве с Medusa Film — Последний поцелуй
  - Анджело Барбагалло, Федерико Фабрицио, Винченцо Галуццо, Лоренцо Луккарини и Нанни Моретти — Комната сына
  - Фабрицио Моска, Emanuel AG и Гуидо Симонетти per Titti Film — Сто шагов
- 2002
  - Роберто Чикутто, Луиджи Мусини, Александр Методиев (Cinema11undici), RAICinema, Studiocanal и Taurusproduktion — Великий Медичи: Рыцарь войны
  - Лионелло Черри, Луиджи Мусини, Рут Вальдбюргер и Raicinema e VegaFilm — Рождённые ветром
  - Роберто Буттафарро и Mikado, Raicinema — Санта Марадона
- 2003
  - Доменико Прокаччи, Рафаэль Бергудо и Энн-Доминик Туссэн — Дыхание
  - Эльда Ферри, Джанни Ардуини, Джулио Честари, Франсуа Коэн-Сэт, Чарльз Стил и Оливия Слейтер- Сабина
  - Доменико Прокаччи — Таксидермист
  - Доменико Прокаччи и Надин Луке — Помни обо мне
  - Джанни Ромоли и Тильде Корси — Окно напротив
- 2004
  - Анджело Барбагалло, Донателла Ботти, Джанфранко Барбагалло и Алессандро Калоши — Лучшие из молодых
  - Роберто Чикутто, Луиджи Мусини, Том Розенберг, Алессандро Калоши, Фердинанда Франджипане, Даниэль Пассани с Cinema11undici и RAICinema — Легенда о мести
  - Аурелио Де Лаурентис, Маурицио Амати и Giannis Iakovidis — Что с нами будет?
  - Марко Кименц, Джованни Стабилини, Риккардо Тоцци, Маттео Де Лаурентиис, Дженни Эдвардс с Cattleya и Medusa Film — Не уходи
  - Доменико Прокаччи — Первая любовь
- 2005
  - Розарио Ринальдо и Сандро Фрецца — Такие дети
  - Аурелио Де Лаурентис, Маурицио Амати и Луиджи Де Лаурентиис — Учебник любви
  - Ладис Занини — После полуночи
  - Джулио Честари, Клаудио Грассетти и Сильвия Шеррино — Входите при свете
  - Франческа Чима, Никола Джулиано и Никола Джулиано — Последствия любви
- 2006
  - Анджело Барбагалло, Нанни Моретти, Джанфранко Барбагалло с Sacher Film — Кайман
  - Франческа Чима, Никола Джулиано и Доменико Прокаччи — Война Марио
  - Аурелио Де Лаурентис, Маурицио Амати и Луиджи Де Лаурентиис — Мой лучший враг
  - Федерика Лучизано, Фульвио Лучизано — Italian International Film, Джаннандреа Пекорелли — Aurora Film e TV с RAICINEMA — Ночь накануне экзаменов
  - Марко Кименц, Фабио Конверси, Теренс Поттер, — Криминальный роман
- 2007
  - Донателла Ботти и Джорджо Гаспарини от BIANCAFILM и RAICINEMA — Солёный воздух
  - Александр Малле-Гай, Фабрицио Моска, Михаэль Андре от Titti Film совместно с RAICINEMA, в сопродюсерстве с Memento Films и Respiro — Новый свет
  - Лаура Фаттори — Незнакомка
  - Марко Кименц, Джованни Стабилини и Риккардо Тоцци — Мой брат – единственный ребёнок в семье
  - Роберто Чикутто, Луиджи Мусини и Элизабета Олми с Cinemaundici — Сто гвоздей
- 2008
  - Никола Джулиано, Франческа Чима и Карлотта Калори — Девушка у озера
  - Доменико Прокаччи, Эрик Абрахам и Джанлука Лёрини, — Тихий хаос
  - Лионелло Черри — Дни и облака
  - Андреа Оккипинти и Джанлука Аркопинто — Сонетаула
  - Симоне Бакини, Марио Кемелло и Джорджо Диритти — И возвращается ветер на круги своя
- 2009
  - Доменико Прокаччи и Лаура Паолуччи — Гоморра
  - Августо Аллегра, Изабелла Кокуцца, Джулиана Гамба, Марио Мадзаротто и Артуро Палья — Парень с обложки
  - Франческа Чима, Никола Джулиано, Стефано Бонфанти, Андреа Оккипинти — Изумительный
  - Маттео Гарроне — Праздничный обед жарким летом
  - Андреа Риццоли, Анджело Риццоли и Федерико Болдрини Парравичини — Это выполнимо

### 2010-е
- 2010
  - Симоне Бакини и Джорджо Диритти — Тот, кто придёт
  - Тарак Бен Аммар и Марио Котоне — Баария
  - Анджело Барбагалло, Джанлука Курти и Гаэтано Даниэль, — Фортапаш
  - Доменико Прокаччи и Джанлука Лёрини —  Холостые выстрелы
  - Марио Джанани, Кристиан Бауте и Хенгамех Панахи — Побеждать

- 2011
  - Клаудио Бонивенто, Тильде Корси и Джанни Ромоли — Двадцать сигарет
  - Изабелла Кокуцца, Артуро Палья, Марк Ломбардо и Элизабета Олми — Базиликата: От побережья к побережью
  - Марко Кименц, Франческа Лонгарди и Джованни Стабилини — Добро пожаловать на юг
  - Анджело Барбагалло, Гаэтано Даниэль и Изабелла Спинелли — Джанни и женщины
  - Грегорио Паонесса, Марта Донзелли, Сусанна Мариан, Филипп Бобер, Габриэлла Манфре, Эльда Гвиднетти — Четырежды
  - Карло Дельи Эспости, Кончита Айрольди и Джорджо Мальюло — Мы верили

- 2012
  - Грация Вольпи, Агнесса Фонтана и Донателла Палермо — Цезарь должен умереть
  - Нанни Моретти, Жан Лабади и Доменико Прокаччи — У нас есть Папа!
  - Франческо Бонсембьянте, Франческа Федер и Николя Росада — Ли и поэт
  - Марко Кименц, Джованни Стабилини и Риккардо Тоцци — Роман о бойне
  - Андреа Оккипинти, Никола Джулиано и Франческа Чима — Где бы ты ни был

- 2013
  - Доменико Прокаччи, Жан Лабади и Джанлука Лёрини — Диас: Не вытирайте эту кровь
  - Фабрицио Моска — У Али голубые глаза
  - Джованни Стабилини, Джина Гардини и Марко Кименц — Сибирское воспитание
  - Гуидо Де Лаурентиис, Изабелла Кокуцца и Артуро Палья — Лучшее предложение
  - Анджело Барбагалло и Гаэтано Даниэль — Да здравствует свобода

- 2014
  - Никола Джулиано, Франческа Чима и Вивьен Асланян с Indigo Film — Великая красота
  - C Indiana Production Фабрицио Донвито, Бенедетто Хабиб, Марко Коэн, с Manny Films Филипп Гомпель, Birgit Kemner, с Rai Cinema и Motorino Amaranto — Цена человека
  - Фаусто Брицци, Марио Джанани, Лоренцо Мьели, с Wildside и Rai Cinema — Мафия убивает только летом
  - Риккардо Скамарчо, Виола Престьери, Рафаэль Бергудо с Buena Onda Film с Rai Cinema — Милая
  - Фабрицио Моска, Массимо Кристальди, Рафаэль Бергудо — Сальво
  - Маттео Ровере, Доменико Прокаччи с Rai Cinema — Захочу и соскочу

- 2015
  - Cinemaundici e Babe Films с Rai Cinema — Чёрные души
  - Palomar, Rai Cinema — Невероятный молодой человек
  - Никола Джулиано, Франческа Чима, Карлотта Калори и Indigo Film с Rai Cinema — Невидимый мальчик
  - Карло Кресто-Дина — Чудеса
  - Нанни Моретти с Sacher Film, Доменико Прокаччи с Fandango и Rai Cinema — Моя мама

- 2016
  - Габриеле Майнетти[англ.] для Goon Films с Rai Cinema — Меня зовут Джиг Робот
  - 21uno Film, Stemal Entertainment, Istituto Luce Cinecittà, Rai Cinema и Les Films d’Ici с Arte France Cinéma — Море в огне
  - Archimede и Rai Cinema — Страшные сказки
  - Паоло Бонья, Симоне Изола и Валерио Мастандреа для Kimera Film, с Rai Cinema и Taodue Film, ассоциированный продюсер Пьетро Вальсекки, в сотрудничестве с Leone Film Group — Не будь злым
  - Никола Джулиано, Франческа Чима, Карлотта Калори для Indigo Film — Молодость

- 2017
  - Аттилио Де Радза, Пьерпаоло Верга — Indivisibili
  - Кристиано Бортоне, Барт Ван Лангендонк, Питер Букэерт, Минг Каи, Наташа Девиллерс — Caffè
  - Pupkin Production, IBC Movie с Rai Cinema — Цветок
  - Марко Беларди — Как чокнутые
  - Анджело Барбагалло — Признание
  - Доменико Прокаччи — Быстрая, как ветер

- 2018
  - Лучано Стелла, Мария Каролина Терци — «Кошка-Золушка»
  - Марта Донзелли, Грегорио Паонесса, Джозеф Росчоп, Валери Борнонилль — «Нико, 1988»
  - Джон Коплон, Паоло Карпиньяно — «Чамбра»
  - Карло Маккителла, Антонио Манетти, Марко Манетти — «Любовь и пуля»
  - Доменико Прокаччи, Маттео Ровере — «Захочу и соскочу. Мастер-класс» и «Захочу и соскочу. Революция»

- 2019
  - Cinemaundici, Lucky Red — На моей коже
  - Ховард Розенман, Питер Спирс, Лука Гуаданьино, Эмили Жорж, Родриго Тейшейра, Марко Морабито, Джеймс Айвори — Назови меня своим именем
  - Archimede, Rai Cinema, Le Pacte — Догмэн
  - Агостино Сакка, Мария Грация Сакка и Джузеппе Сакка за Pepito Produzioni, с Rai Cinema - Один шанс на всю жизнь
  - Карло Кресто-Дина за Tempesta с Rai Cinema в совместном производстве с Amka Films Productions, Ad Vitam Production, KNM, Pola Pandora — Счастливый Лазарь

### 2020-е
- 2020
  - Groenlandia, Gapbusters, Rai Cinema, Roman Citizen — Первый король Рима
  - Доменико Прокаччи, Анна Мария Морелли (TIMvision) — Итальянец
  - IBC Movie, Kavac Film, Rai Cinema — Предатель
  - Пьетро Марчелло, Beppe Caschetto, Томас Ордонно, Михаэль Вебер, Виола Фюген, Rai Cinema — Мартин Иден
  - Archimede, Rai Cinema, Le Pacte — Пиноккио